# Pontus Farnerud
Pontus Farnerud, född 4 juni 1980 i Helsingborg, är en svensk före detta fotbollsspelare och är sedan december 2023 sportchef i Örgryte IS. Han är äldre bror till Alexander Farnerud.

## Karriär
Pontus Farneruds karriär började i Landskrona BoIS. Han var också en duktig ishockeyspelare i Malmö Redhawks. Han spelade bland annat i TV-pucken, för att sedan bli uttagen till Svenska ishockeyförbundets första elitläger som 15-åring. 
Han gjorde redan som 16-åring debut i A-laget i Landskrona, och blev vid övergången (Bosman, dvs fri spelare utan övergångssumma)  1998 till AS Monaco, endast 18 år gammal, Landskronas genom tiderna första utlandsproffs i en storklubb, där nyblivna världsmästare som Fabien Barthez och David Trezeguet spelade. Farnerud gjorde 15 framträdanden när Monaco vann Franska Division 1 säsongen 1999/2000. Han spelade mer regelbundet centralt på mittfältet i Monaco säsongen därpå, både i Uefa Champions League, och när laget förlorade den franska ligacupfinalen mot Olympique Lyonnais 5 maj 2001.
13 februari 2002 debuterade Farnerud i Sveriges herrlandslag i fotboll i träningslandskampen mot Grekland.  Han var i sitt livs bästa form och ersatte Håkan Mild i Sveriges trupp till Fotbolls-VM i Korea/Japan 2002, men blev utan speltid. Farnerud startade sedan i EM-kval matchen mot Lettland 7 september 2002. Det blev inga fler tävlingslandskamper, och följande matcher i landslaget var vänskapsmatcher. Farnerud var även med i Sveriges trupp i Fotbolls-EM i Portugal 2004. Han spelade tillsammans med sin bror Alexander i RC Strasbourg när klubben åkte ur Ligue 1, och Pontus Farnerud lämnade därefter Frankrike, och skrev på för Sporting Lissabon i juni 2006. I juli 2008 gick karriären vidare till norska Stabaek, vilken blev hans sista utländska klubb. 23 januari 2010 gjorde Farnerud ett inhopp i sin sista landskamp mot Syrien.
Efter 14 år utomlands återvände Farnerud till Sverige. 3 februari 2012 skrev Farnerud på ett tvåårskontakt med IFK Göteborg. Hans tid i Göteborg blev delvis spolierad av en kvarhängade höftskada.
Under hösten 2013 spekulerades i media om huruvida eller ej Farnerud skulle avsluta karriären på grund av höftproblemen. En Facebookgrupp med namnet "Vi vill ha Pontus Farnerud kvar" fick på några dagar över 3 tusen medlemmar. I november 2013 blev det dock klart att Farneruds höftproblem satte stopp för hans fortsatta karriär på hög nivå.
Den 20 augusti 2014 valde Farnerud att återuppta fotbollskarriären i division 5-klubben Glumslövs FF. Han spelade en match för klubben i Division 5 2014. Säsongen 2018 gjorde Farnerud  comeback i division 5-klubben Öjersjö IF. Han spelade två matcher och gjorde ett mål för klubben.
I september 2020 blev Farnerud sportchef i IFK Göteborg, men lämnade uppdraget i februari 2022.